# Kandřín-Kozlí
Kandřín-Kozlí (polsky  Kędzierzyn-Koźle, slezsky Kandzierzin-Koźle, německy Kandrzin-Cosel) je město v jižním Polsku v Opolském vojvodství, sídlo okresu Kandřín-Kozlí. Rozkládá se ve Slezské nížině na soutoku Odry a Kłodnice, historicky patří k Hornímu Slezsku. Vzniklo v roce 1975 spojením čtyř měst: Kandřín (Kędzierzyn), Kozlí (Koźle), Kłodnica, Sławięcice; a tří venkovských obcí: Cisowa, Lenartowice, Miejsce Kłodnickie. Jednotlivé městské části jsou od sebe značně vzdálené a netvoří jednotný urbanistický celek. V roce 2024 zde žilo 50 927 obyvatel.
Město je známé jako velký železniční uzel, jeden z hlavních říčních přístavů v Polsku – odtud je Odra splavná a zde do ní ústí Hlivický průplav – a také svým chemickým průmyslem: Dusíkárnami Kędzierzyn, které spolutvoří koncern Grupa Azoty, a Koksochemickými závody Blachownia, z nichž vzešla mj. Petrochemia-Blachownia.

## Dějiny
Historickým základem dnešního souměstí je Kozlí poprvé zmiňované již v Gallově kronice v roce 1104 v souvislosti s boji mezi Svatoplukem Olomouckým a Boleslavem III. Křivoústým. Ve Vratislavské bule Hadriána IV. z roku 1155 se uvádí jako sídlo kastelánie. Městská práva magdeburského typu získalo někdy mezi lety 1281 až 1293. Vydělením z Opolska v roce 1281 vzniklo Bytomské knížectví, nazývané též někdy Bytomsko-Kozelské, a jeho první kníže Kazimír se 9. ledna 1289 stal vůbec prvním slezským panovníkem, který uznal lenní svrchovanost českého krále Václava II. Po vymření bytomské větve Piastovců zdědila kozelskou část olešničká knížata. V některých obdobích bylo Kozelsko vydělováno jako samostatné území až do roku 1509, kdy za Jana II. Opolského definitivně zaniklo včleněním zpět do Opolského knížectví.

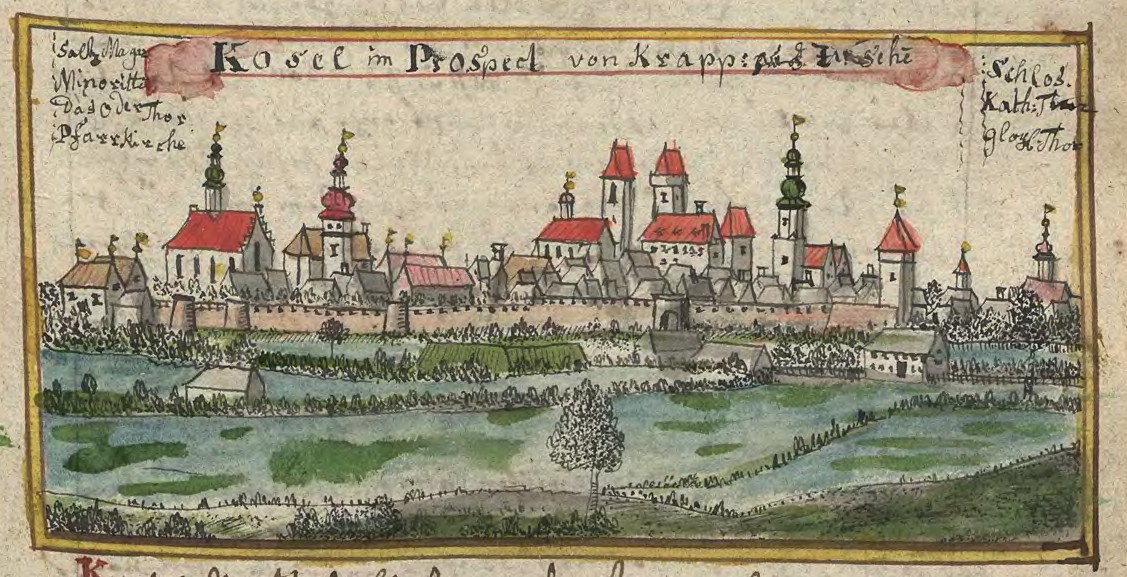
Kozlí v první polovině 18. století podle Friedricha Bernharda Wernhera

Středověký původ mají též další městské části založené jako zemědělské vesnice v rámci velké kolonizace. První písemná zmínka o Kandřínu (Kandrzin) a Cisowé (Czissowa) pochází z roku 1283, o Kłodnici (Klodnitz) z roku 1303, o obci Rogi (Rogau) z roku 1339. Sławięcice (Slawentzitz) se objevují v pramenech již v roce 1245 a byly krátce městem, než jim Vladislav II. Opolský městská práva v roce 1260 zrušil ve prospěch sousedního Ujazdu. Mladší jsou Blachownia či Kuźniczka, jejichž dějiny jsou spjaty s preindustriální činností v novověku: Kuźniczka (Kuschnitzka) byla osadou kovářů poprvé zmiňovanou v roce 1567, Blachowniu neboli „plechové hamry“, jak zní doslovný překlad německého názvu Blechhammer, založil hrabě Adolf Magnus von Hoym roku 1719.

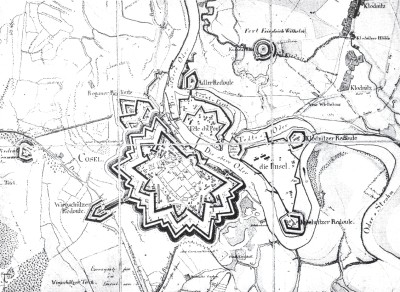
Pevnost Kozlí (1851)

Po první slezské válce v roce 1742 došlo k rozdělení Slezska a území dnešního města připadlo Prusku. Kozlí se stalo sídlem okresu (Landkreis Cosel), který od správní reformy roku 1815 byl součástí vládního obvodu Opolí v rámci provincie Slezsko. Kozelská pevnost, s jejíž výstavbou začali již Habsburkové v roce 1739, byla za pruské vlády v polovině 18. století rozšířena do podoby jedné z největších bastionových pevností ve Slezsku. Neúspěšně ji obléhala rakouská vojska během sedmileté války v roce 1758 a napoleonská armáda v roce 1807. Status pevnostního města Kozlí ztratilo až v roce 1873 a dodnes pozůstatky historického opevnění dotvářejí charakter nejstarší čtvrti.

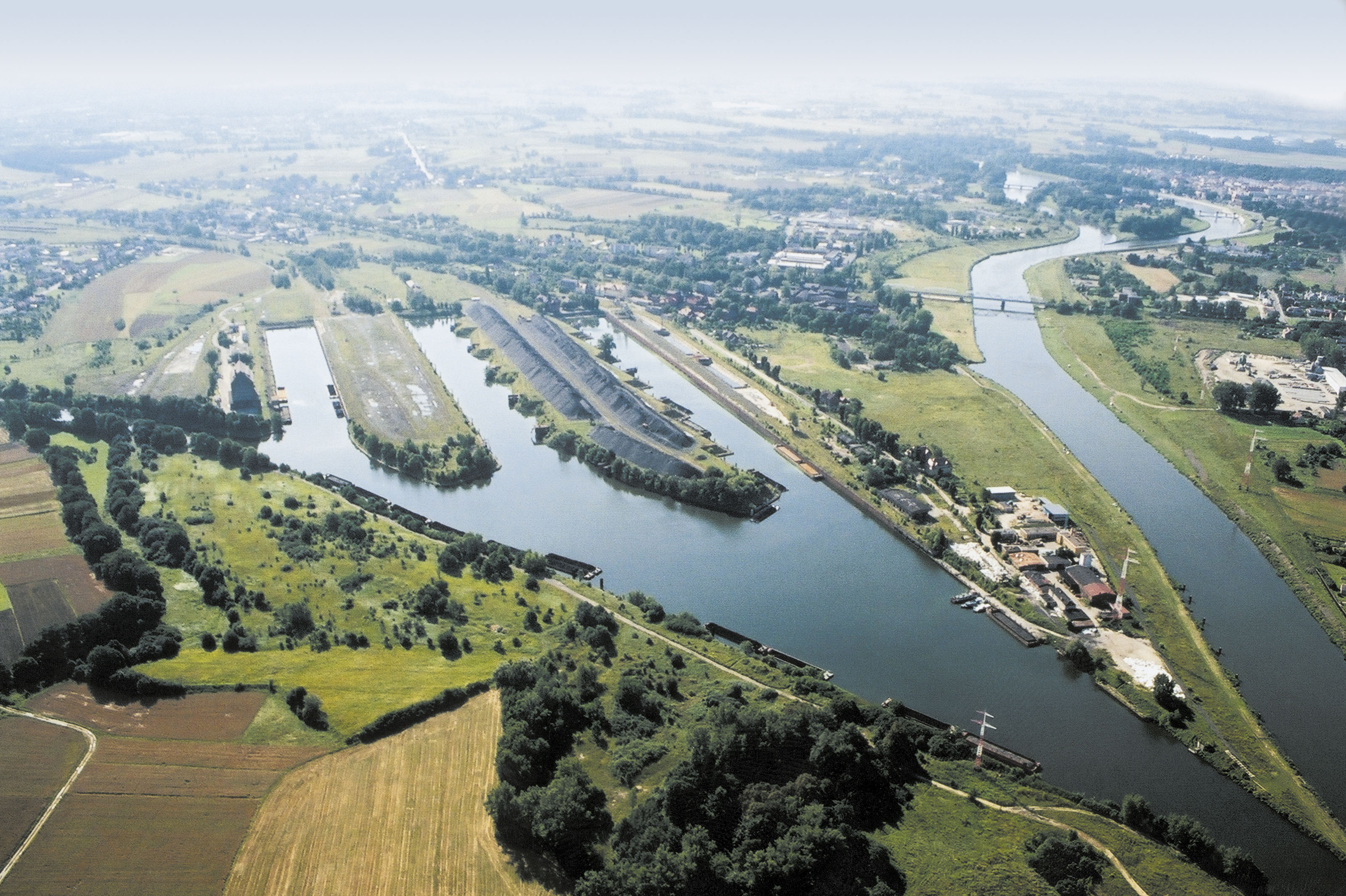
Přístav (stav v roce 2005)

V letech 1792–1812 proběhla výstavba Kłodnického průplavu, který měl za účel spojit hornoslezskou uhelnou pánev s Odrou, do níž ústil mezi Kozlím, Klodnitz a Rogau. Mezi lety 1891 až 1908 zde vznikl velký říční přístav, dokonce označovaný za druhý největší říční přístav Evropy. Druhým významným milníkem v dějinách města je zprovoznění ve 40. letech 19. století Hornoslezské dráhy z Vratislavi k rakouské hranici v Myslovicích i s odbočkou přes Ratiboř do Bohumína, která byla svého času součástí nejkratšího spojení mezi Vídní a Berlínem. Uzlová stanice byla umístěna do Kandřína. Její význam pak ještě posílilo v roce 1876 uvedení do provozu trati Kandřín – Nisa přes Kłodnicu, Kozlí a Prudník.

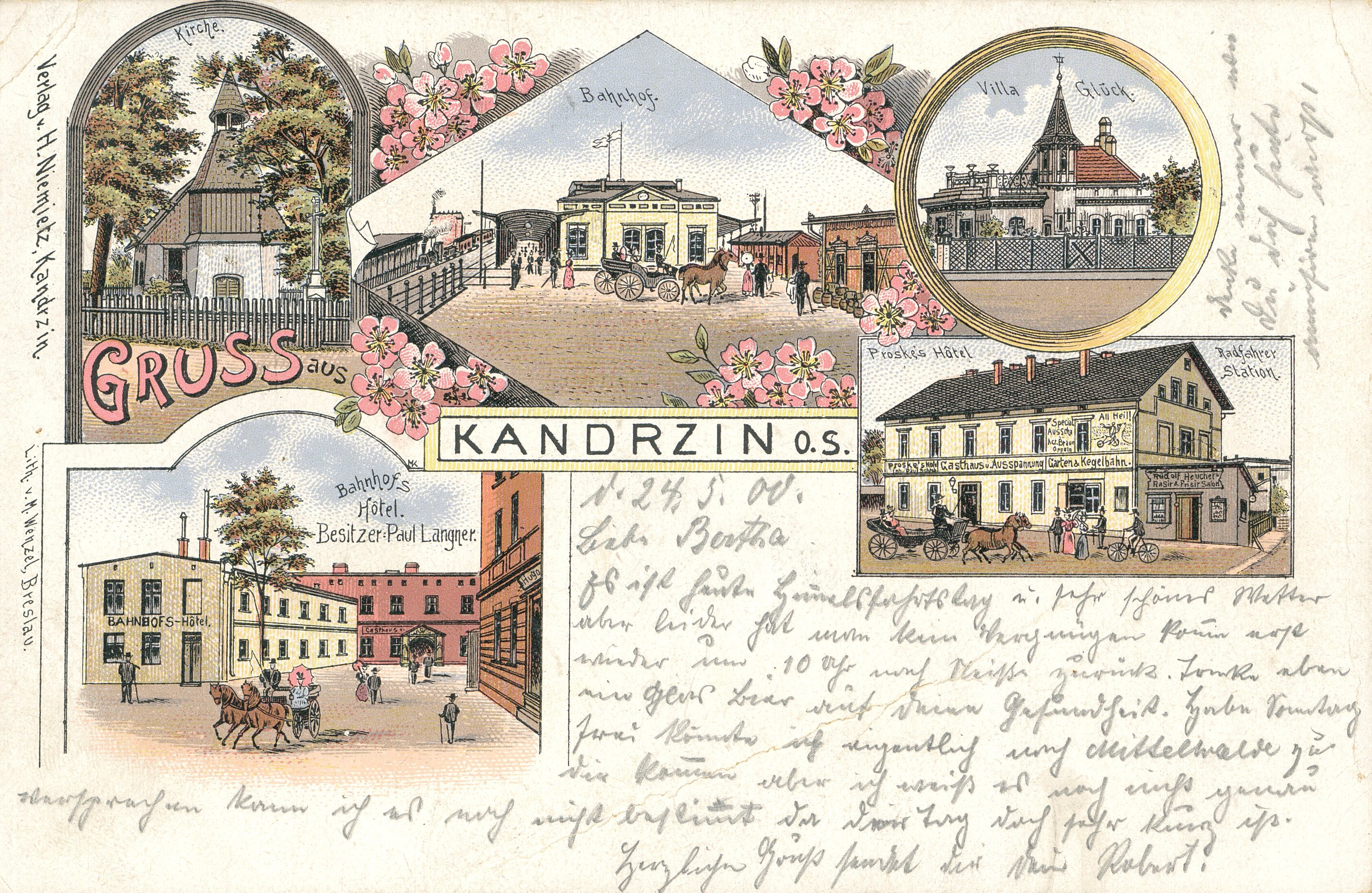
Podrav z Kandřína z roku 1900

V roce 1910 žilo v Kozlí 7 832 obyvatel, z toho 68,2 % německojazyčných, 28,5 % polsky nebo „vasrpolsky“ mluvících a 3 % dvojjazyčných. Obec Kandrzin-Pogorzelletz čítala 3 552& obyvatel: 66 % německo-, 25,1 % polsko- a 8,9 % dvojjazyčných. Klodnitz obývalo 3 709 osob: 29 % mluvilo německy, 68,4 % polsky a „vasrpolsky“, 2,6 % mělo dva mateřské jazyky. V Slawentzitz, rozdělených na vesnici, kolonii a statek, žilo dohromady 2 441 obyvatel, z toho 38 % německo-, 55,8 % polsko- a 6 % dvojjazyčných. Drtivá většina obyvatel malých obcí Czissowa, Kuschnitzka, Lenartowitz, Medar-Blechhammer a Miesce byla označena za polskojazyčnou. Všude převažovali katolíci, významná protestantská menšina existovala v Kozlí (20,1 %), obci Kandrzin-Pogorzelletz (11 %) a Klodnitz (10,9 %).
V hornoslezském plebiscitu po první světové válce se 92,9 % hlasujících v Kozlí, 83,4 % v obci Kandrzin-Pogorzelletz, 79,1 % v Rogau, 75,5 % v Klodnitz, 72,6 % ve Slawentzitz, 71,2 % w Kuschnitzce a 69,3 % v Czissowé vyslovilo pro setrvání v německém státě. Připojení k Polsku podpořila mírná většina hlasujících v obcích Lenartowitz, Medar-Blechhammer a Miesce. Celá oblast zůstala nakonec v Německu. V roce 1934 došlo k přejmenování Kandřína (již od roku 1929 byl z názvu vypuštěn Pogorzelletz) na Heydebreck O.S. na počest Petera von Heydebrecka, nacistického funkcionáře, který v roce 1921 velel oddílům Freikorpsu v boji proti polským povstalcům a měl na kontě mj. úspěšný „útok na Kandřín“. V rámci odstraňování slovansky znějících názvů byly přejmenovány i další obce: Czissowa na Dünenfeld, Lenartowitz na Waldbrücken, Miesce na Luisental a Slawentzitz na Ehrenforst. Kuschnitzku připojili ke Kandřínu v roce 1933.

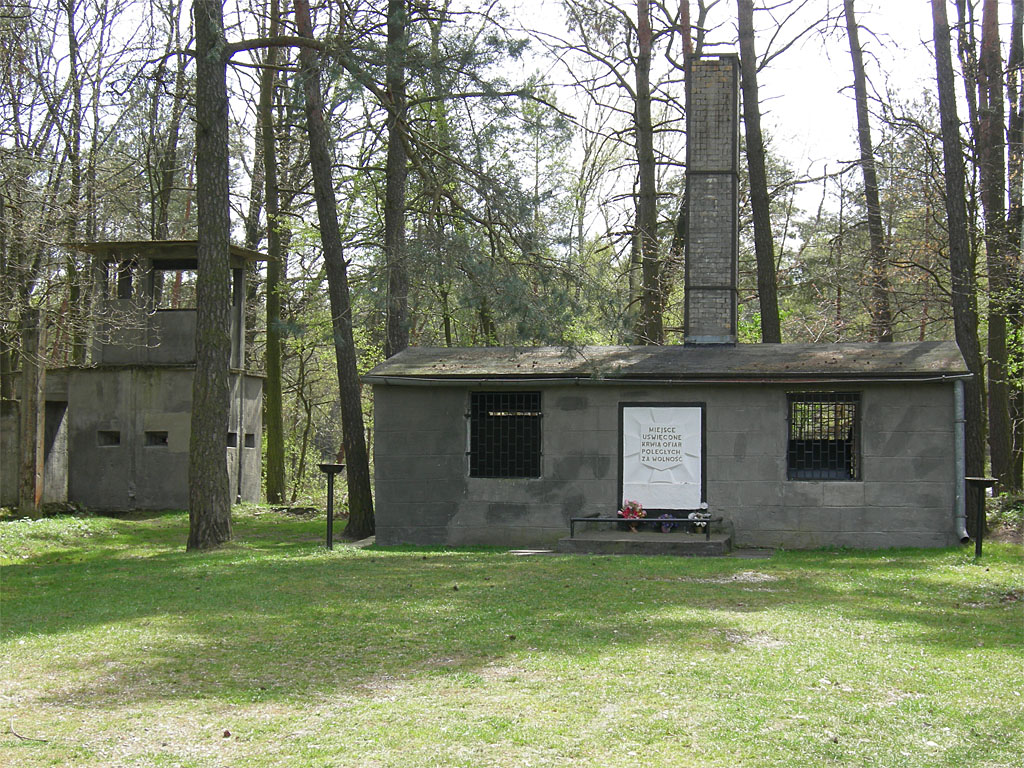
Pozůstatky koncentračního tábora Blechhammer – krematorium

Zastaralý Kłodnický průplav nahradil v letech 1934–1938 Hlivický průplav. Během druhé světové války začala výstavba dvou velkých chemických kombinátů zaměřených na výrobu syntetického benzínu pomocí hydrogenace uhlí z hornoslezské pánve: Oberschlesische Hydriewerke A.G. v Medar-Blechhammeru a IG Farben jižně od Kandřína. Podíleli se na ní váleční zajatci, vězňové a nuceně nasazení dělníci z celé Evropy – na území dnešního města vznikla síť pracovních táborů, kterými za pět let prošlo na 45 tisíc lidí. V jednom případě (KZ Blechhammer) se jednalo o pobočný tábor Auschwitz. Americké letectvo provedlo v druhé polovině roku 1944 celkem šestnáct náletů na kandřínské továrny.
Na sklonku války se fronta na dlouho zastavila na linii Odry. Zatímco pravobřežní Kandřín byl Rudou armádou obsazen již 31. ledna 1945, do levobřežního Kozlí vkročili Sověti až 18. března. Po válce se území dnešního města stalo na základě Jaltské a Postupimské dohody součástí Polska, od roku 1950 v Opolském vojvodství. Zničené při americkém bombardování a následně Sověty úplně vyrabované chemické závody musely být postaveny znova: výroba benzolu v Koksochemických závodech Blachownia začala v roce 1952, kdežto Dusíkárny Kędzierzyn založené na místě továrny IG Farben byly uvedeny do plného provozu o dva roky později.

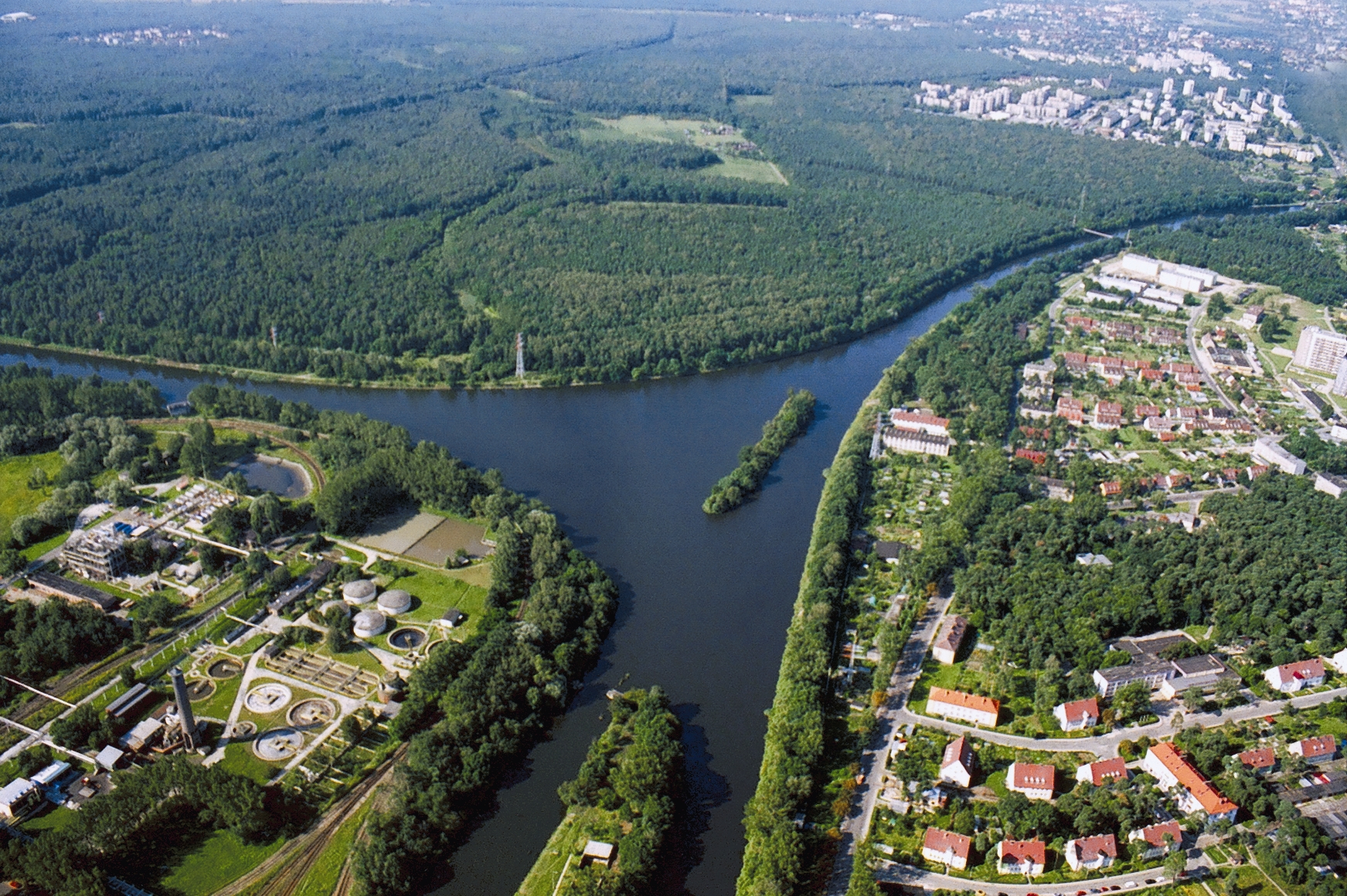
Křižovatka Kandřínského a Hlivického průplavu v Blachowni

Pro zaměstnance chemického průmyslu vyrostla po válce řada nových sídlišť a v roce 1951 byl tehdy desetitisícový Kandřín povýšen na město. V roce 1973 získaly status města také Kłodnica a Sławięcice a téhož roku došlo k připojení obce Blachownia Śląska (dříve Medar-Blechhammer) ke Kandřínu. Od roku 1958 byla částí města Kozlí vesnice Rogi. Při správní reformě v roce 1975 se Kandřín, Kozlí, Kłodnica, Sławięcice a také vesnice Cisowa, Lenartowice a Miejsce Kłodnickie spojily do jednoho celku s názvem Kandřín-Kozlí (Kędzierzyn-Koźle). Nové město čítalo 69 285 obyvatel. V roce 1961 byla založena strojírenská továrna KOFAMA. Čtyřiapůlkilometrový Kandřínský průplav spojil v roce 1970 areál dusíkáren s Blachowniu, kde byl napojen na Hlivický průplav. Mělo se jednat o první úsek nikdy nedokončeného vodního koridoru Dunaj–Odra–Labe.
Třebaže odsun Němců byl v etnicky smíšené oblasti Opolska proveden jen v omezeném rozsahu, národnostní poměry ve městě se v druhé polovině 20. století, jednak v důsledku příchodu desítek tisíc nových obyvatel převážně z polského vnitrozemí, jednak kvůli emigraci a asimilaci starousedlíků, znatelně změnily. V roce 2002 se k německé národnosti přihlásilo jen 4,4 % obyvatel. Naopak sousední venkovské obce zůstaly baštou německé menšiny a jsou skoro všechny (Ujazd/Ujest, Bierawa/Birawa, Reńska Wieś/Reinschdorf, Cisek/Czissek, Leśnica/Leschnitz) oficiálně dvojjazyčné.

## Městské části

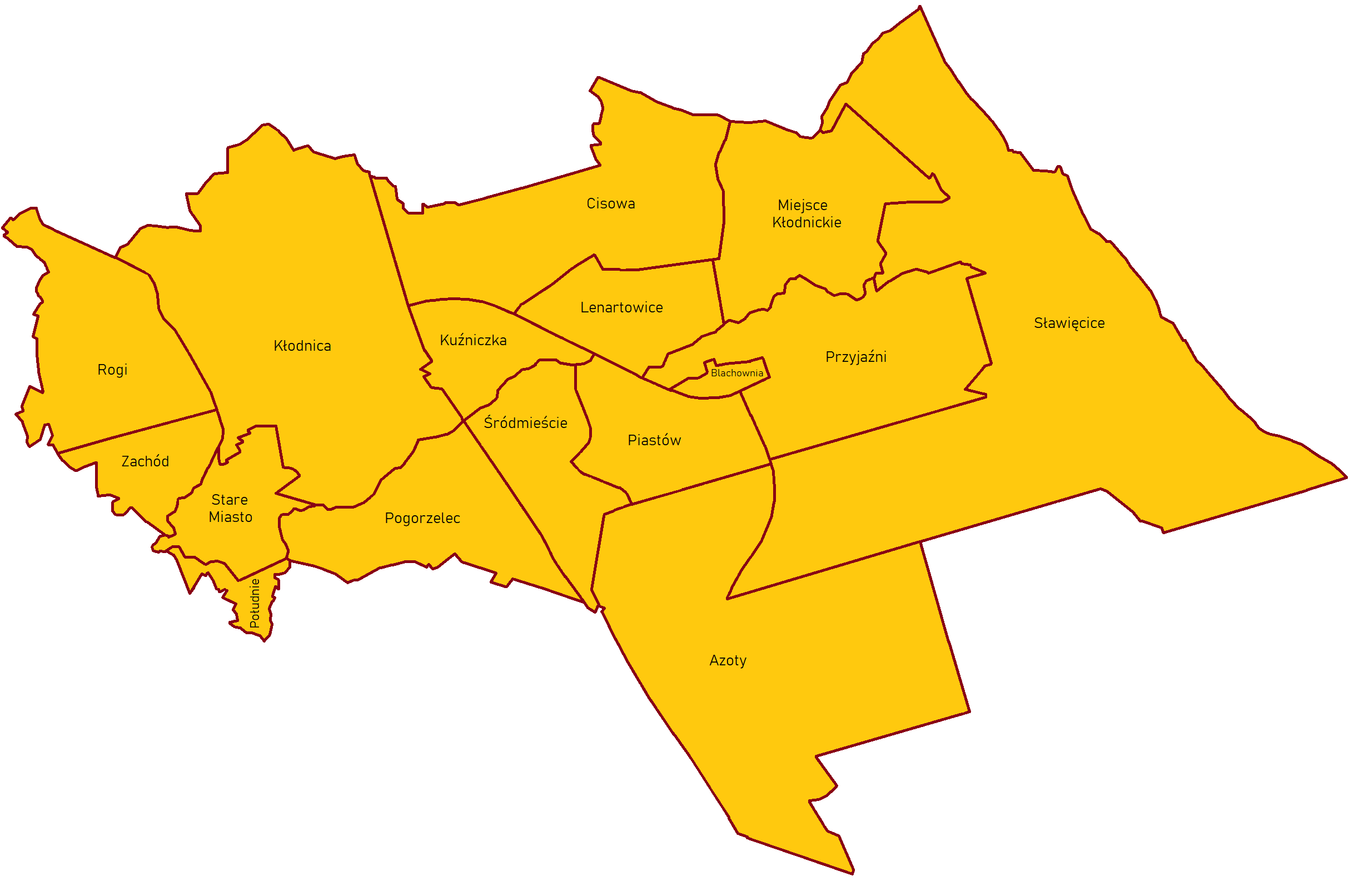
Mapa městských částí Kandřína-Kozlí

Kandřín-Kozlí se od roku 2003 oficiálně dělí na šestnáct městských částí nazývaných „sídliště“ (osiedle):
- Azoty – zahrnuje rozsáhlý areál dusíkáren v jižní části města a přilehlé zaměstnanecké sídliště z 50. let 20. století; název je odvozen od slova „azot“, polského označení pro dusík;
- Blachownia – název je odvozen od dříve samostatné vesnice Blachownia Śląska (Blechhammer) přičleněné ke Kandřínu v roce 1973, ale městská část toho jména zahrnuje jen sídliště v její západní části;
- Cisowa (Czissowa) – do roku 1975 samostatná vesnice, nachází se na severním okraji města, zachovala si venkovský ráz s převahou rodinných domů;
- Kłodnica – městská část toho jména zahrnuje jak původní vesnici a v letech 1973–1975 samostatné město Kłodnica (Klodnitz), tak přístavní čtvrť Koźle-Port (Cosel Oderhafen) dříve spadající pod město Kozlí a sídliště rodinných domů kolem někdejšího poplužního dvora Żabieniec; rozkládá se mezi Kandřínem a Kozlím;
- Kuźniczka (Kuschnitzka) – severní předměstí Kandřína připojené v roce 1933;
- Lenartowice (Lenartowitz) – do roku 1975 samostatná vesnice, nachází se na severovýchod od Kandřína, zachovala si venkovský ráz s převahou rodinných domů;
- Miejsce Kłodnickie (Miesce) – do roku 1975 samostatná vesnice, nachází se na severovýchodním okraji města, zachovala si venkovský ráz s převahou rodinných domů;
- Piastów (Piastovské sídliště) – panelové sídliště ve východní části Kandřína;
- Pogorzelec (Pogorzelletz) – původně samostatná vesnice, v roce 1902 byla spojena s Kandřínem; v současnosti s převahou panelové zástavby z druhé poloviny 20. století;
- Południe (Jih) – historické jižní předměstí bývalého města Kozlí;
- Przyjaźni (Družby) – zahrnuje původní jádro vesnice Blachownia Śląska i s osadou Miedary (Medarhammer) a také rozsáhlý areál chemických závodů a elektrárny Blachownia; název souvisí s ulicí Przyjaźni (Družby), která je páteří městské části;
- Rogi (Rogau, polsky též Zmudzona) – původně samostatná vesnice přičleněná k městu Kozlí v roce 1958; nachází se na severozápadním okraji města, zachovala si venkovský ráz s převahou rodinných domů;
- Stare Miasto (Staré Město) – historické jádro bývalého města Kozlí;
- Sławięcice (Slawentzitz) – nejvýchodnější městská část tvořená územím bývalé vesnice a v letech 1973–1975 samostatného města téhož jména;
- Śródmieście (Střed) – centrum bývalého města Kandřína;
- Zachód (Západ) – historické severozápadní předměstí bývalého města Kozlí;

## Památky

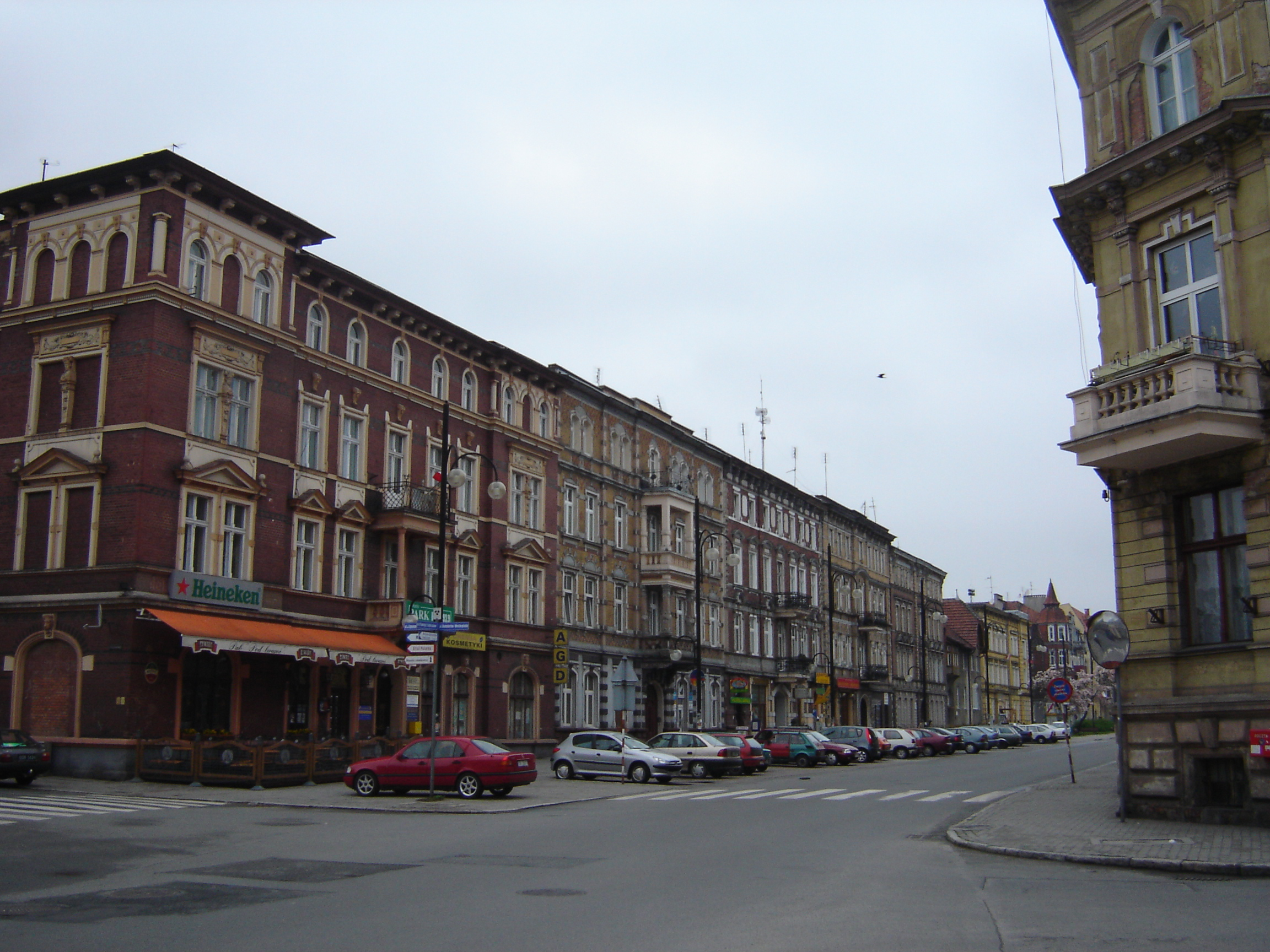
Ulice Piastowska v Kozlí (stav před rekonstrukci v roce 2006)

Historické jádro Kozlí na středověkém půdorysu s pravoúhlou uliční sítí a obdélníkovým náměstím uprostřed je dnes tvořeno převážně zástavbou z 19. a 20. století. Farní kostel sv. Zikmunda a sv. Hedviky Slezské v ulici Pamięci Sybiraków, původně postavený mezi lety 1489 až 1570, byl do současné novogotické podoby přestavěn v druhé polovině 19. století. Kostel Nanebevzetí Panny Marie v ulici Czerwińskiego byl postaven v letech 1751–1753 pro řád františkánů a sousedí s ním budova bývalého kláštera. Mezi veřejnými budovami se v ulici Sądowa vyjímá novogotické sídlo okresního soudu i s věznicí z roku 1871. Podél ulice Targowa se táhne komplex pěti historických kasárenských budov, které však byly adaptovány na bytové domy a jen budova bývalého důstojnického kasina (Targowa 7-11) si zachovala novorenesanční stylové prvky. Dokonale zachovaný soubor novorenesančních činžovních domů z období Gründerzeit najdeme v ulici Piastowska.

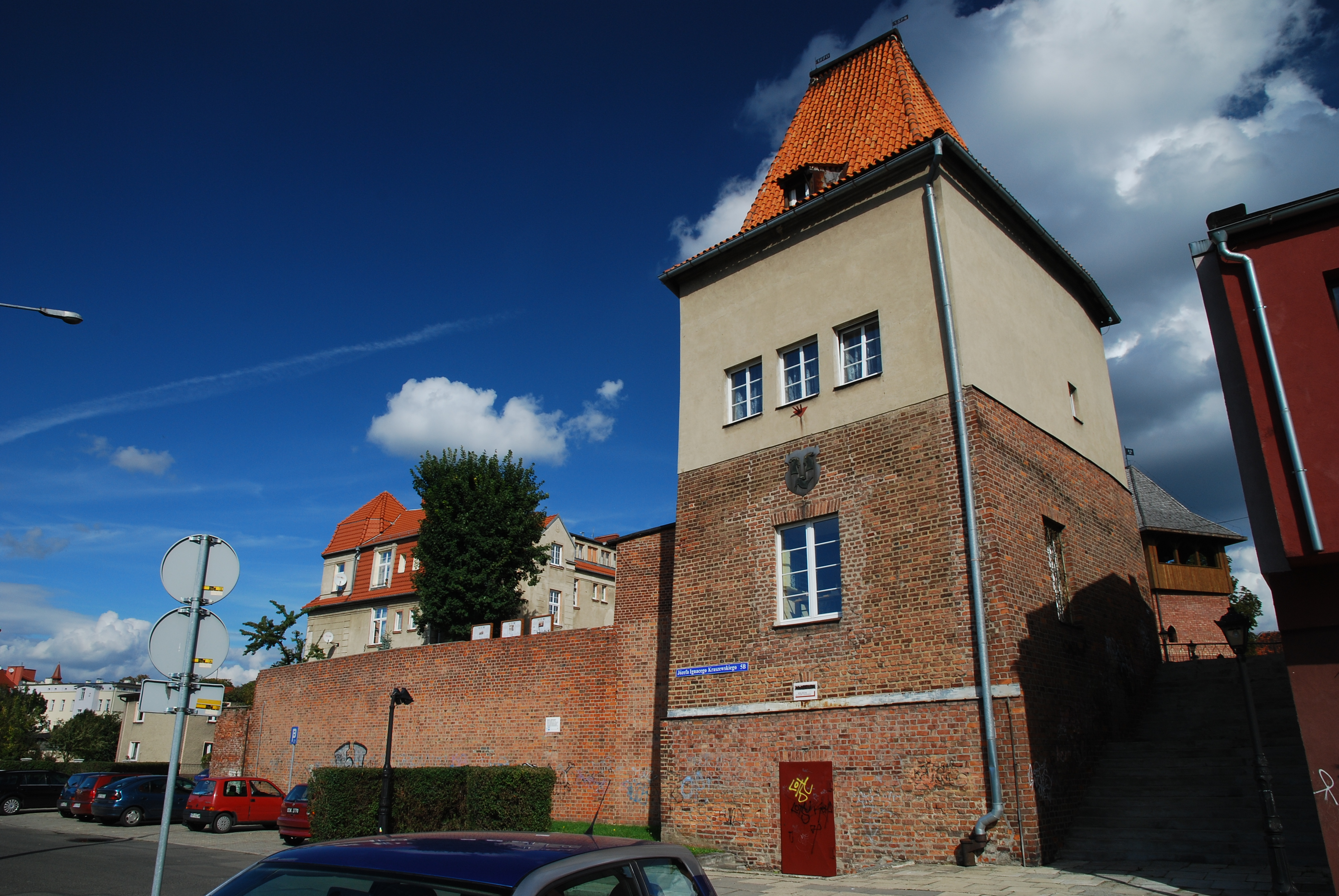
Pozůstatky hradu – Muzeum Kozelska

V areálu mezi ulicemi Kraszewskiego a Konopnickiej se nacházejí pozůstatky kozelského hradu (tzv. Hradu kozielských Piastovců) tvořené prvky raně novověkých hradeb se dvěma baštami, hospodářskou budovou nazývanou Lamus ze 17. století a sklepními prostorami jižního křídla z období 1558 až 1562, které bylo pro svůj dezolátní stav zbouráno v 60. letech 20. století. Sídlí zde Muzeum Kozelska (Muzeum Ziemi Kozielskiej). Na základech severního gotického křídla hradu byl v roce 1915 postaven činžovní dům. Na hradní areál navazuje tzv. Předhradí (Przedzamcze), hospodářská budova z 18. století a od roku 1807 vojenská nemocnice, v současnosti chátrající.

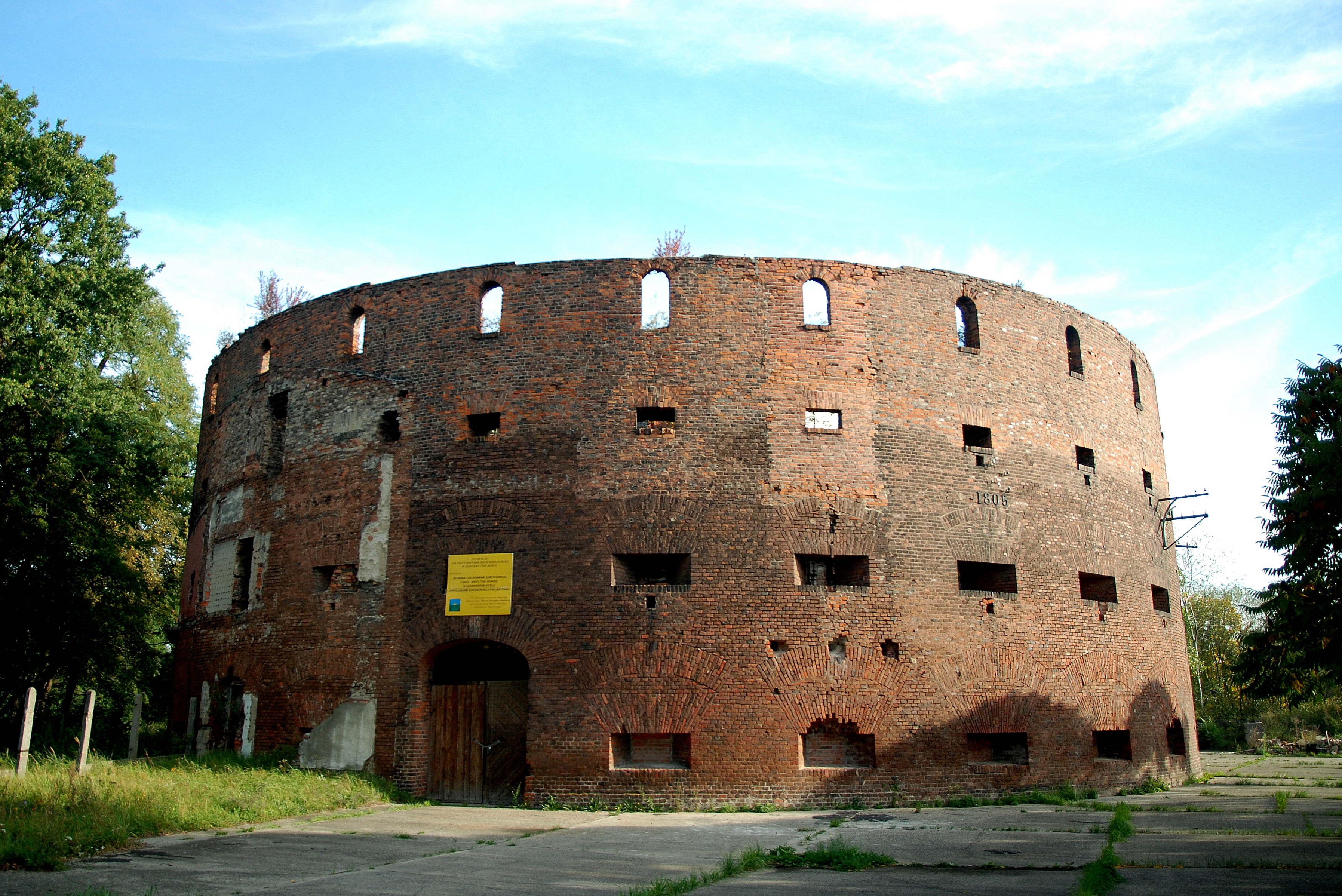
Zřícenina fortu Fridricha Viléma

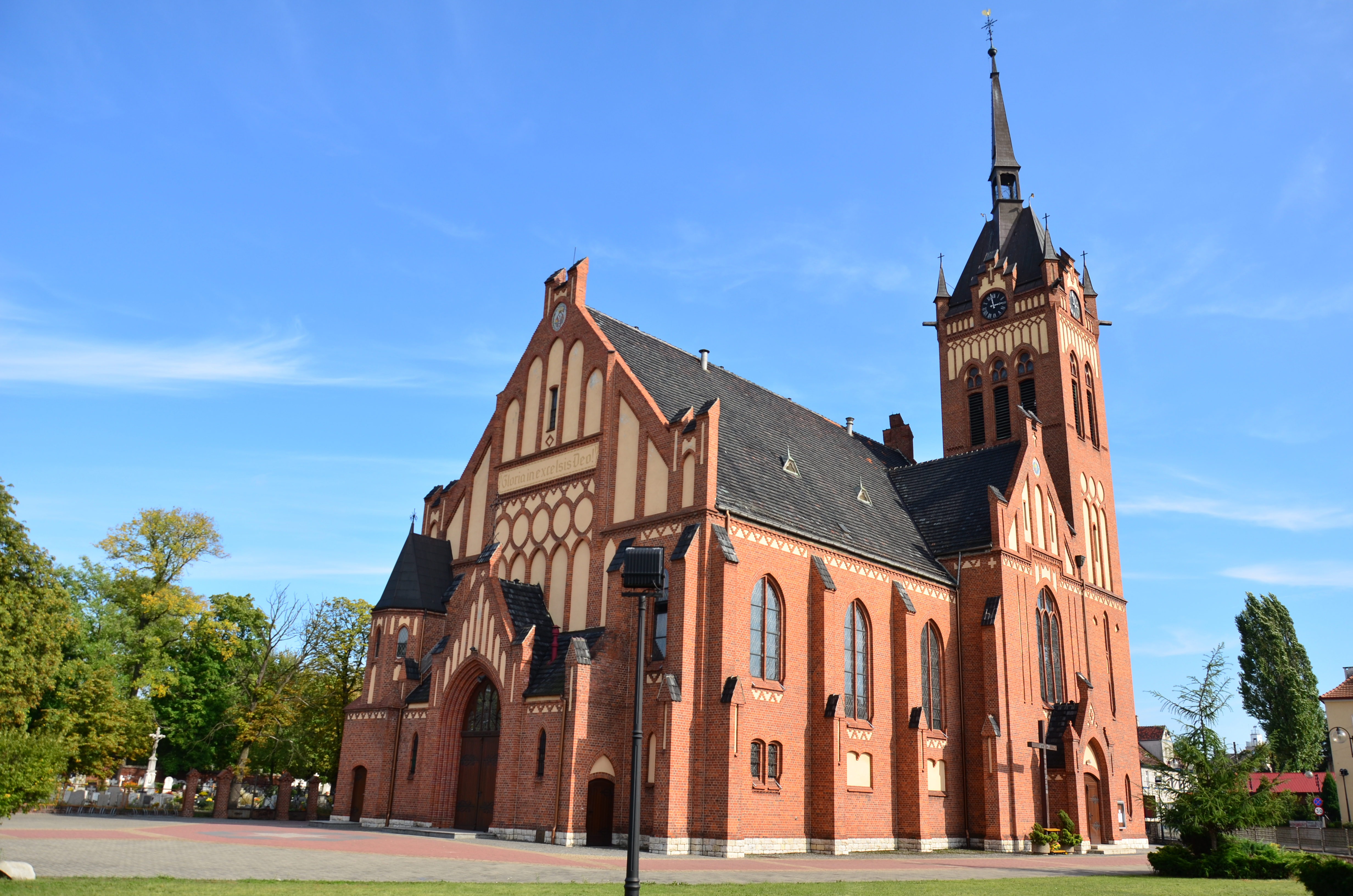
Kostel sv. Mikuláše v Kandříně

Centrum Kozlí ze tří stran ohraničuje městský park Planty založený v roce 1873 v souvislosti se zrušením kozelské pevnosti. Jeho rozsah kopíruje tvar barokní bastionové pevnosti vybudované pro pruskou armádu v polovině 18. století a po další století postupně rozšiřované. Jejím pozůstatkem je budova strážnice na oderském ostrově (adresa Wyspa 3) datovaná do roku 1750 a zřícenina fortu Fridricha Viléma (známá též jako Montalembertova bašta) z let 1805–1829 v pravobřežní přístavní čtvrti (ulice Portowa). Mezi technické památky Kozlí patří novorománský vodojem z roku 1912 v areálu vodárny v ulici Filtrowa a zdymadlo na Odře z roku 1830. Architektonickými ikonami přístavní čtvrti jsou dvě naproti sobě stojící eklektické budovy z neomítané cihly z konce 19. století na břehu Kłodnického průplavu (v ulici Pocztowa): bývalé hotely Eckhert a Hafenhotel.
V centru Kandřína se nachází raně modernistická budova hlavního nádraží z roku 1915, novogotický katolický kostel sv. Mikuláše (ulice Judyma) z roku 1901, novogotický evangelický kostel z roku 1903 (ulice Grunwaldzka), radnice z roku 1912, v níž nyní sídlí okresní samospráva (Plac Wolności), novogotická budova lihovaru, která je nyní sídlem městského dopravního podniku (ulice Tartaczna), či dva železniční vodojemy z let 1908 a 1912. Kaple v Kłodnici (ulice Wyspiańskiego) je připomínkou zrušení roboty v Pruském království v roce 1814.

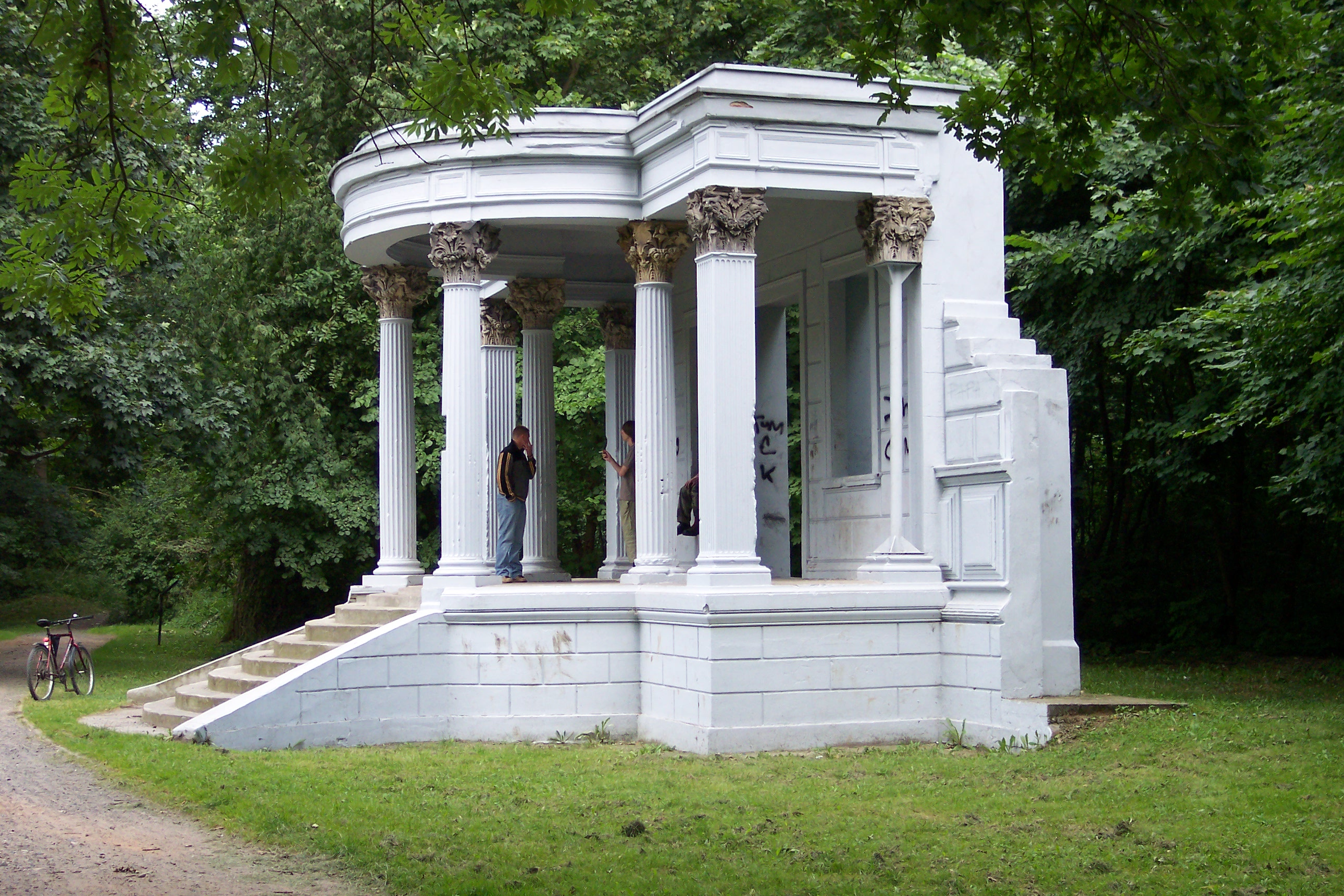
Boční portikus zámku Sławięcice

Rozsáhlý zámecký park v Sławięcicích je pozůstatkem po rezidenci rodu Hohenlohe, která byla zplundrována Rudou armádou v roce 1945 a následně zbourána. Z novorenesančního zámku postaveného na místě staršího v roce 1836 a rozšířeného v letech 1867–1868 zbyl pouze jeden boční portikus, v parku pak romantický pavilon z roku 1802 a zřícenina domku zahradníka. S parkem sousedí katolický kostel sv. Kateřiny – novogotický z let 1864–1869. Hotel Hugo v Sławięcicích (ulice Orkana) zaujímá areál bývalé tuberkulózní nemocnice založené knížetem Hugem Hohenlohem v roce 1884, která proslula tím, že zde pracoval a vedl svůj výzkum Robert Koch, průkopník bakteriologie a objevitel původce tuberkulózy.
Také na území Sławięcic (ulice Spacerowa) se nachází pamětní místo koncentračního tábora Blechhammer, pobočného tábora Auschwitz zřízeného v dubnu 1944 a fungujícího do ledna 1945. Jeho vězňové pracovali na výstavbě chemických závodů Oberschlesische Hydriewerke A.G., předchůdce Petrochemia-Blachownia, a jednalo se o součást širšího systému nacistických pracovních táborů v oblasti Kandřína. Dochovala se jedna střážná věž a budova krematoria.

## Doprava

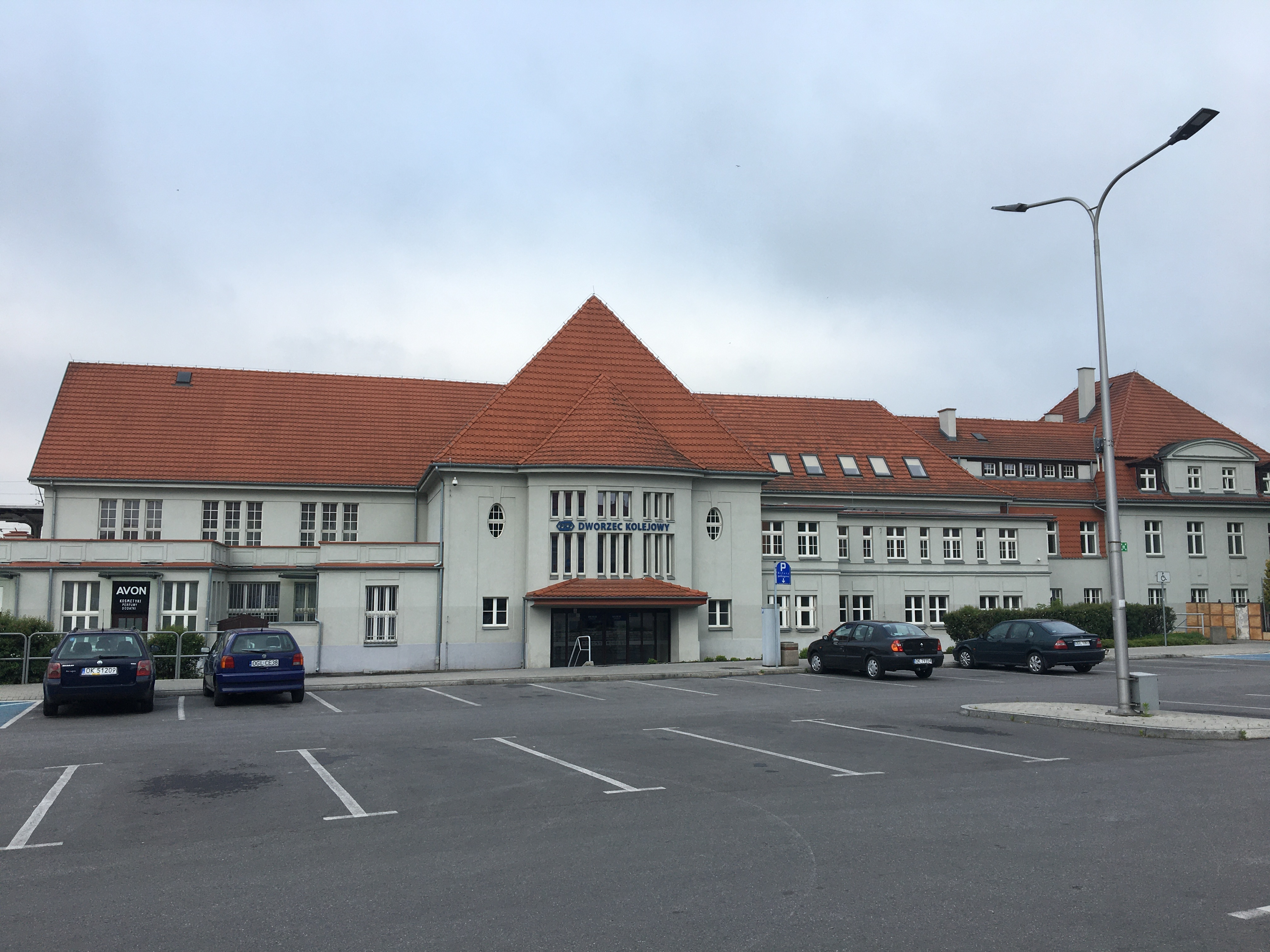
Nádraží Kędzierzyn-Koźle

Nádraží Kędzierzyn-Koźle v Kandříně je křižovatkou železničních tratí do Hlivic, Opolí (v obou případech se jedná o úseky historické Hornoslezské dráhy, část magistrály Katovice – Vratislav), Bohumína (trať č. 151) a Nisy. Zastavují zde osobní vlaky společnosti Polregio a také dálkové spoje PKP Intercity mj. do Bílska-Bělé a Zakopaného, k Baltskému moři nebo do Bělostoku a Olštýna přes Varšavu (stav podle jízdního řádu 2020/2021). Dále se na trati do Nisy nacházejí stanice Kędzierzyn-Koźle Port v přístavní čtvrti a Kędzierzyn-Koźle Zachodnie, původní nádraží města Kozlí, a na trati do Hlivic stanice Sławięcice. Směrem k Bohumínu leží na hranici kandřínského katastru a sousední obce Bierawa stanice Bierawa, která obsluhuje Dusíkárny Kędzierzyn.
Městem prochází národní silnice č. 40 spojující katovickou konurbaci s bývalým hraničním přechodem Hlucholazy/Mikulovice, kde se na ni napojuje silnice I/44 do Jeseníku a Šumperka. Vojvodská silnice č. 408 spojuje Kandřín-Kozlí se Sośnicowicemi a Hlivicemi, vojvodská silnice č. 410 s obcí Brzeźce, vojvodská silnice č. 418 s obcí Reńska Wieś, vojvodská silnice č. 423 s Opolím, vojvodská silnice č. 426 s městy Strzelce Opolskie a Zawadzkie. Městskou autobusovou dopravu zajištuje dopravní podnik MZK Kędzierzyn-Koźle na třinácti denních a jedné noční lince.
Značný význam má i vodní doprava. Odra, jejíž splavný úsek začíná kozelským přístavem, kde do ní ústí Hlivický průplav, je součástí mezinárodní vodní cesty E30.

## Rodáci
- Gerhart Baron (1904–1978) – spisovatel
- Jan Sylwester Drost (1934–2024) – sklář
- Moritz Hadda (1887–1941) – architekt, představitel funkcionalismu
- Tomasz Kamusella (* 1967) – politolog a kulturolog, věnuje se zejména problematice nacionalismu ve střední Evropě a slezské národnosti
- August Kirstein (1856–1939) – architekt, představitel historismu
- Karl Kunze (1840–1895) – filolog, tvůrce Filologické ročenky pro vysoké školy v Prusku a některých dalších německých zemích, tzv. Kunzeova kalendáře
- Mikuláš z Kozlí (≈1390–1423) – františkánský mnich, autor latinsko-německo-slovanského Rukopisu
- Janusz Rudnicki (* 1956) – spisovatel
- Raphael Schäfer (* 1979) – fotbalista, mnohaletý hráč 1. FC Norimberk
- Theodor von Scheve (1851–1922) – německý šachový mistr a spisovatel.
- Heinrich Tischler (1892–1938) – malíř, grafik a interiérový návrhář

## Partnerská města
- Grand-Charmont, Francie
- Héricourt, Francie
- Jonava, Litva
- Kaluš, Ukrajina
- Öhringen, Německo
- Pisz, Polsko
- Přerov, Česko
- Ratiboř, Polsko